# Asa Singh Mastana
Asa Singh Mastana (1926-1999) fue un cantante y músico indio natural de Panyab, famoso por interpretar canciones para la banda sonora de la película de Bollywood titulada Heer.
En panyabí su nombre se escribe ਆਸਾ ਸਿੰਘ ਮਸਤਾਨਾ.
Su apellido era Blaggan. 
Sus canciones más conocidas son, "Balle Ni Panjaab Diye Sher Bachiye", "Doli Charhdeyan Marian Heer Cheekaan" y "Kali teri gut", además ha contado con la colaboración de otros músicos de Punjabi. Su gran obra también se expande de interpretar canciones melancólicas como "Arthi Jadón Meri".

## Discografía
1. Best of Asa Singh Mastana and Surinder Kaur
2. Heer
3. Mastana Masti Wich
4. Sarke Sarke Jandiye Mutiare Ni